# Pete Barton
Peter Barton, alias Pete Barton, né le 4 avril 1962 à Blackburn dans le Lancashire, est un musicien et chanteur anglais, surtout connu pour sa collaboration avec The Animals, The Swingin' Blue Jeans et Smokie.

## Biographie
En 1977, à l'âge de 15 ans, il commence à donner des concerts. En 1980, il joint Cavern, un groupe de Preston, qui a un contrat avec Kay Drum Records. La formation sort deux singles, No Reason to Cry and Rain Until September. Ces derniers sont diffusés sur BBC Radio One et le groupe participe à de nombreuses tournées de l'antenne.
En 1983, Pete déménage brièvement au Danemark où il enregistre une reprise de « Out Of Time » des Rolling Stones aux Puk Recording Studios (où ont aussi travaillé Elton John, Gary Moore, Dr. Hook, Judas Priest, Depeche Mode, etc.) .
En 1986, Pete rejoint les Mindbenders de Wayne Fontana. La même année, Hal Carter (l'agent de Billy Fury) demande à Pete de reformer Cavern pour une grosse tournée en Europe de l'Est. Pete accepte et part en tournée en Allemagne de l'Est, avant la chute du mur de Berlin.
En Allemagne, Pete rencontre Ray Ennis et Les Braid, deux membres fondateurs des Swingin' Blue Jeans. À son retour en Angleterre, Pete devient le régisseur de spectacle des Swinging Blues Jeans, pour lesquels il joue aussi de la batterie lors de plusieurs émissions de télévision en Irlande. À la même époque, il rencontre Eric Haydock, membre fondateur des Hollies, avec lequel il forme un groupe qui interprète les classiques des Hollies. Pete joue de la batterie et chante dans le style de Don Henley des Eagles et de Phil Collins.
En 1987, Peter Barton fonde Rock Artist Management, une agence artistique qui organise des tournées pour divers musiciens et formations partout dans le monde.
Pete forme aussi un groupe avec Trevor Burton, le guitariste d'origine de The Move, et part en tournée en Europe.
Pete prend à nouveau la route de l'Europe avec le guitariste d'origine de Smokie, Alan Silson, avec lequel il travaille aussi en studio. Grâce à Alan Silson, Pete fait la rencontre de Pete Spencer, ancien batteur de Smokie, avec lequel il enregistre et donne des concerts.
En 1990, Pete rencontre Steve Johnson et rejoint Lieutenant Pigeon. Pete joue pendant quatre ans avec la formation et enregistre Retromania.
En 1991, pendant une tournée de Lieutenant Pigeon, Pete rencontre Hilton Valentine, guitariste de The Animals. Ils forment alors Hilton Valentine's Animals, dont Pete joue le rôle d'agent. Peu après, Hilton convainc John Steel, le batteur d'origine de The Animals, de rejoindre la formation, qui devient les Animals II,. En 2001, Pete devient le chanteur et bassiste des Animals & Friends. En 2004, le groupe enregistre l'album studio Instinct, dont les chansons sont composées par Peter Barton et John Williamson. L'album est produit par Jerry Donahue (Fairport Convention, Sandy Denny, Chris Rea, Gerry Rafferty, Joan Armatrading, etc.). De nombreux artistes participent à Instinct, dont Rick Wakeman (Yes, Strawbs), Paul Jones (The Blues Band, Manfred Mann), Eric Bell (Thin Lizzy), Noel Redding (Jimi Hendrix), Aynsley Dunbar (Whitesnake).
Le groupe donne aussi plusieurs tournées avec Spencer Davis, Steve Cropper (Booker T. & the M.G.'s et Otis Redding) et Mick Green (The Pirates).
En 2008, tout en continuant sa collaboration avec Animals & Friends, Pete rejoint The Boomtown Rats aux côtés de Garry Roberts et Simon Crowe. Il jouera avec le groupe pendant quatre ans.
Depuis les années 1990, Peter Barton joue aussi au sein de Creedence Clearwater Revived, qui, comme son nom l'indique, interprète des chansons de Creedence Clearwater Revival. La formation a sorti trois albums en Italie. Pete collabore aussi avec Jerry Donahue, avec lequel il compose de nouvelles chansons et interprète également des classiques de CCR. Le duo sort Fallen en 2009.
En 2011, Pete quitte Animals & Friends, tout en restant leur agent.
En 2017, Pete devient le bassiste et chanteur des Ric Lee's Natural Born Swingers aux côtés de Ric Lee (Ten Years After) à la batterie, Bob Hall (Alexis Korner, Savoy Brown, etc.) au piano et John Idan (The Yardbirds) à la guitare.